# Frank H. Fleer
Frank H. Fleer (ur. 9 lipca 1857, zm. 31 października 1921) – amerykański przedsiębiorca, w latach 1880. jeden z pionierów sprzedaży gum w automatach, w 1906 roku twórca pierwszej (nieudanej) receptury gumy balonowej. W 1909 roku sprzedał firmę przedsiębiorstwu Sen-Sen Company, a cztery lata później wrócił do branży, zakładając nową firmę Frank H. Fleer Corporation.